# Prada (entreprise)
Pour les articles homonymes, voir Prada.
Prada S.p.A. est une marque fondée en 1913 à Milan par Mario Prada et son frère Martino Prada sous le nom de Fratelli Prada. À l'origine une petite entreprise de maroquinerie et importateur de bagages en provenance d'Angleterre, la marque s'est diversifiée vers le prêt-à-porter à la fin des années 1980, jusqu'à devenir un groupe de luxe grâce à Miuccia Prada entrée en 1970 dans l'entreprise. Après le grand succès de sa maroquinerie dans les années 1980, la marque lance une collection de prêt-à-porter pour hommes lors de la décennie suivante, ainsi que Miu Miu, collection féminine.

## Histoire

### Origine de l'entreprise
Fratelli Prada est à l'origine une petite boutique située dans le centre de Milan, ouverte en 1913 par les frères Prada, Mario et Martino. L'entreprise est patriarcale et Mario Prada pensait que la place de la femme était à la maison mais malgré cela sa fille, Luisa, prend ultérieurement la direction de l'entreprise, suivie par sa petite-fille Miuccia 20 ans plus tard. Miuccia est féministe, elle étudie les sciences politiques à l'université de Milan et fait des cours de mime au théâtre Piccolo Teatro di Milano.

### Années 1970-1980: le développement dans le luxe
Le sellier Fratelli Prada était connu de longue date pour ses produits de qualité. Cependant, l’arrivée de la petite fille du fondateur, Miuccia Prada, qui lance audacieusement le nylon à la fin des années 1970 et reprend la direction de la marque en 1978, va permettre à la griffe de se faire connaître du monde de la mode.
Miuccia Prada insuffle non seulement à la marque une créativité décontractée et adaptée à l’esprit du temps, mais surtout une grande vitesse de développement à cette entreprise qu’elle dirige avec son mari Patrizio Bertelli.
Alors que la première boutique parisienne ouvre en 1986, deux ans après la marque ajoute le prêt-à-porter à ses collections de chaussures et sacs, en 1993, elle lance le label Miu Miu. En 1994 elle sort sa collection masculine, et la ligne Prada Sport en 1997. Entretemps, l'avenue Montaigne voit l'ouverture d'un point de vente, puis la marque devient un temps actionnaire de sa concitoyenne Gucci avant que celle-ci ne devienne la propriété du pôle luxe de la holding Kering (ex PPR) à la fin des années 1990.

### Années 2000-2024
À la suite d'un projet lancé en 1996, la marque s’étend au monde de la beauté en 2000 avec la sortie du parfum Prada, issu du tout récent département Prada Beauty. Ces parfums sont fabriqués par l'entreprise Puig.
L’américaine Lauren Weisberger a, en 2003, sorti un roman intitulé Le Diable s'habille en Prada, mettant en scène la rédactrice en chef d’un célèbre magazine de mode, ne s’habillant qu’avec des vêtements de marques de luxe, comme Prada. Un film en est adapté.
La marque est devenue un groupe, qui a notamment racheté le chausseur anglais Church's, la marque Car Shoe, et les maisons des couturiers Jil Sander et Azzedine Alaïa (revendu en 2007), et pris des participations chez Fendi.
En 2010, le chiffre d'affaires était supérieur à 2 milliards d'euros.
En octobre 2023, la marque s'associe avec l'entreprise spatiale Axiom Space qui a reçu le contrat de la NASA pour créer les combinaisons spatiales des astronautes dans le cadre du programme Artemis. Élaborées avec des matériaux confidentiels, ces combinaisons sont présentées un an plus tard à Milan.
La même année et près de dix ans après l'ouverture de Pradasphère à Londres, la Maison italienne se prépare à organiser une rétrospective en Chine.
En avril 2025, Prada annonce l'acquisition de Versace pour 1,25 milliard d'euros à Capri Holdings.

## Miu Miu
Miu Miu, marque lancée en 1993 et souvent appelée « la petite sœur de Prada », est voulue plus jeune et plus abordable, avec des collections moins classiques que Prada, même si une trentaine d'années après sa création, les tarifs augmentent sensiblement rendant la marque moins accessible. Outre le prêt-à-porter, cette marque se fait connaître pour ses accessoires (chaussures, lunettes de soleil, sacs à main)

Miu Miu est le diminutif et le surnom de Miuccia Prada.

Chloë Sevigny, Lou Doillon, Laetitia Casta, Vanessa Paradis, Katie Holmes en 2009, Lupita Nyong'o, Elle Fanning, Elizabeth Olsen ou encore Bella Heathcote, ont participé aux campagnes de publicité de la marque. Stacy Martin devient en 2015 l'égérie du premier parfum Miu Miu.
En 2020, Miu Miu présente Upcycled by Miu Miu, une collection limitée de robes vintage des années 1930 aux années 1980 qui sont modifiées et remodelées,.
Le 13 février 2025, Prada a annoncé la nomination de Silvia Onofri au poste de directrice générale de la marque du groupe Miu Miu à partir du 26 février 2025.

## Direction

Une boutique Prada à New York.

À la suite du départ de Fabio Zambardi qui supervisait le design des deux lignes, Prada a opté pour une promotion interne. Elle a nommé Luigi Preziotti en tant que directeur de création. Tout en maintenant Dario Vitale à son poste chez Miu Miu.
Depuis février 2020, Raf Simons est nommé codirecteur créatif de Prada aux côtés de Miuccia Prada qui a été décrite comme « la gardienne l'ADN de la marque ». 
En janvier 2023, Prada annonce la nomination d’Andrea Guerra au poste de PDG. Il a auparavant occupé les fonctions de PDG chez Luxottica et Eataly. 

## Transition écologique
En 2019, Prada s'associe à la Commission océanographique intergouvernementale de l'UNESCO pour lancer un programme éducatif, Sea Beyond, sur la préservation des mers,. En juin 2023, Prada annonce son projet d'augmenter son soutien financier au projet Sea Beyond. Plus tard, en décembre, Prada annonce son adhésion à l'initiative de l'UNGC qui reflète son engagement à travailler selon des principes directeurs relatifs aux droits de l'homme, à l'environnement, au travail et à la lutte contre la corruption.
En février 2024, le groupe Prada annonce son partenarial avec la Fashion Task Force, une coalition qui vise à mettre en œuvre des projets pour une meilleure durabilité et traçabilité dans l'industrie de la mode,.

## Controverses
L'affaire de discrimination à l’égard des femmes chez Prada a été la première action en justice et le premier mouvement pour les droits des femmes de l'industrie de la mode de luxe à apparaitre dans les médias mondiaux en 2010. Elle a eu lieu 10 ans avant le mouvement #METOO. Elle a été initiée par Rina Bovrisee ancienne employée de Prada qui a accusé la marque de harcèlement sexuel et de discrimination fondée sur le genre dans le lieu du travail. Prada Luxembourg a répliqué en intentant une action en diffamation.
En 2018, l'entreprise est contrainte de retirer de ses vitrines des personnages noirs portant des traits caricaturaux et racistes.